# Serkan Şahin
Serkan Şahin (sinh ngày 15 tháng 2 năm 1988) là một cầu thủ bóng đá người Thổ Nhĩ Kỳ thi đấu ở vị trí Hậu vệ cho BSC Old Boys của 1. Liga Promotion ở Thụy Sĩ.
Şahin bắt đầu sự nghiệp tại câu lạc bộ nghiệp dư SC Dornach năm 2005 trước khi chuyển sang U-21 FC Basel năm 2006. Anh được đẩy lên đội một của Basel trong kì nghỉ đông 2008-09 Winter và có màn ra mắt trong trận hòa 0–0 cùng với Grasshopper Club Zürich at St. Jakob-Park vào ngày 15 tháng 2 năm 2009. Anh thi đấu cho U-21 Thổ Nhĩ Kỳ và đội tuyển quốc gia Thổ Nhĩ Kỳ.
Vào tháng 6 năm 2010, anh gia nhập đội bóng Thổ Nhĩ Kỳ Konyaspor.

## Danh hiệu
Basel
- Giải bóng đá vô địch quốc gia Thụy Sĩ: 2010
- Cúp bóng đá Thụy Sĩ: 2010